# Lycomorpha grotei
Lycomorpha grotei là một loài bướm đêm thuộc phân họ Arctiinae, họ Erebidae.